# Clermont (Oise)
Clermont település Franciaországban, Oise megyében. Lakosainak száma 10 704 fő (2022. január 1.). Clermont Fitz-James, Agnetz, Breuil-le-Sec, Breuil-le-Vert és Neuilly-sous-Clermont községekkel határos.

## Népesség
A település népességének változása:
| Lakosok száma | 10 714 | 10 548 | 10 447 | 10 147 | 10 183 | 10 163 | 10 268 | 10 475 | 10 704 |
|               | 2013   | 2015   | 2016   | 2017   | 2018   | 2019   | 2020   | 2021   | 2022   |